# Machakos County
Machakos County is een county en voormalig Keniaans district in de provincie Mashariki. Het district telt 906.644 inwoners (1999) en heeft een bevolkingsdichtheid van 144 inw/km². Ongeveer 7,6% van de bevolking leeft onder de armoedegrens en ongeveer 60% van de huishoudens heeft beschikking over elektriciteit.